# Eskil Eriksson (politiker)
Eskil Fredrik Vilhelm Eriksson, född 26 juli 1900 Uppsala, död 2 oktober 1957 i Hökhuvud, Östhammars kommun, var en svensk politiker och socialdemokratisk riksdagsledamot.
Han var riksdagsman i andra kammaren för Stockholms läns valkrets från 1933 till sin död.